# تنس (ولاية الشلف)
تنس إحدى مدن ولاية الشلف الجزائرية وعاصمة لـ دائرة تنس التي يفوق عدد سكانها 35 ألف نسمة.

## الموقع
تقع مدينة تنس 50 كم شمال الشلف و 200 كم غرب الجزائر العاصمة، بين مدينتي شرشال ومستغانم على الساحل الغربي للجزائر. يمر بمدينة تنس الطريق الوطني الساحلي رقم 11 الذي يخترق المدينة من الشرق إلى الغرب وكذالك ينطلق منها الطريق الوطني رقم 19 الذي يربطها بالولايات والمدن الجنوبية.

## الطبيعة
تشتهر مدينة تنس بجمال مناظرها الطبيعية من غابات خضراء وزرقة البحر وبياض مبانيها وأسطحها القرميدية وهي بذلك تتماثل مع باقي مدن حوض البحر الأبيض المتوسط.

## معالم البلدية
وتشتهر مدينة تنس بجامعها المعروف بجامع سيدي معيزة وهو ثاني أقدم مسجد بالجزائر[بحاجة لمصدر] ويعود تاريخ تأسيسه إلى القرن التاسع للميلاد على يد الفاطميين وبأمر من الخليفة المعز لدين الله الفاطمي. وتشتهر أيضا تنس بمينائها القديم الذي يعود للعهد الفينيقي والذي أعاد بناءه الاستعمار الفرنسي في القرن التاسع عشر مع منارة برج تنس المعروفة محليا ببرج الفنار.

## السياحة
تفتقد تنس م للكثير من المنشآت السياحية مثل المركبات السياحية والأسواق العصرية والفنادق الكبرى.

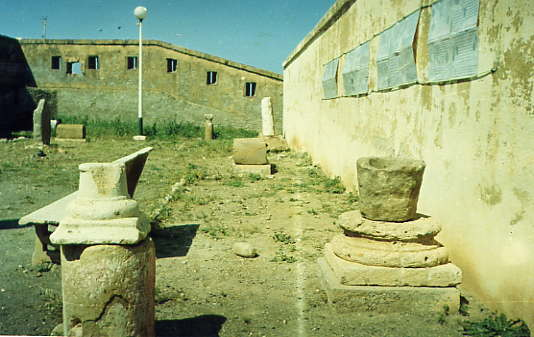
بعض الآثار في المدينة
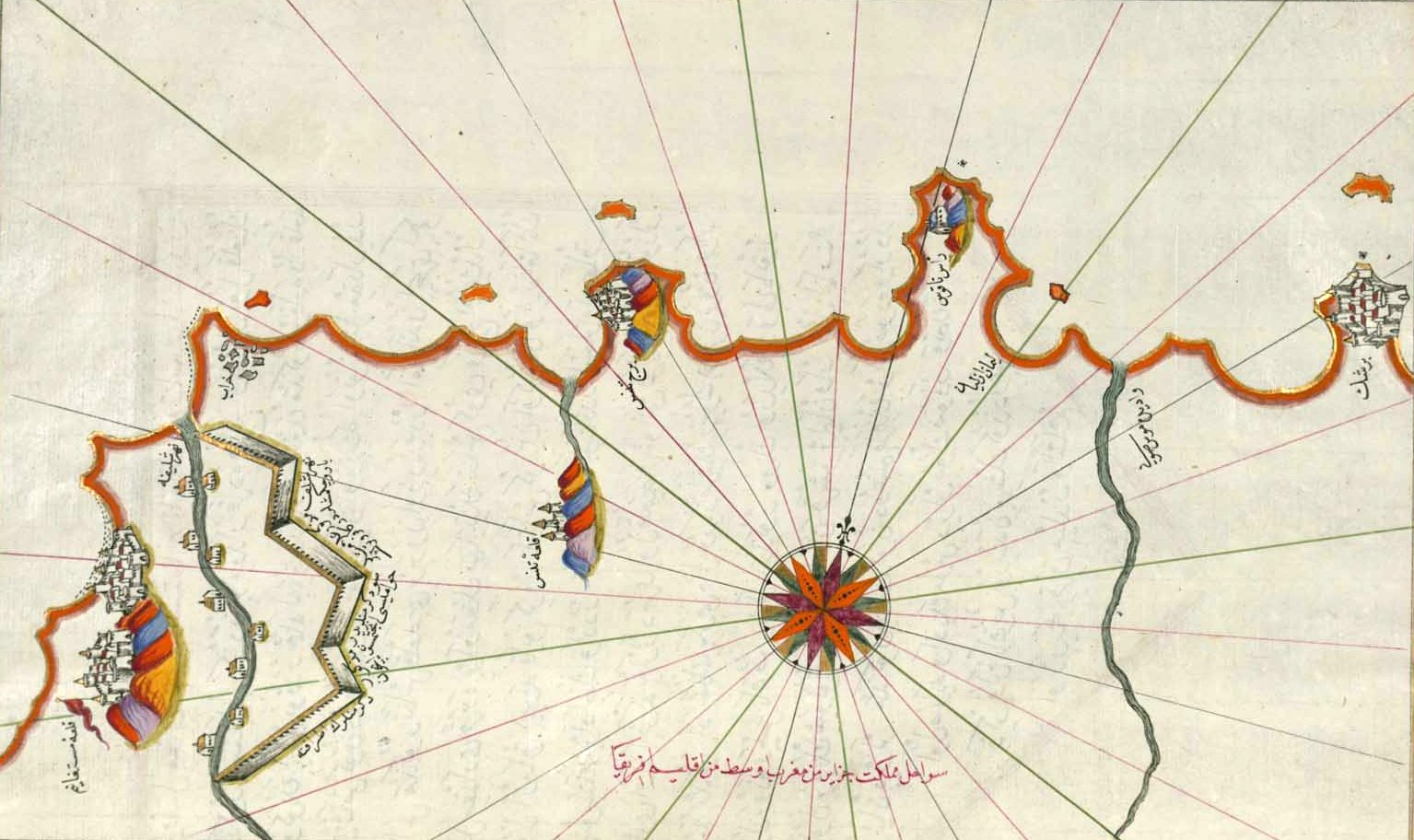

## الشؤون الدينية

### المساجد
تحتوي هذه البلدية على العديد من المساجد التي تشرف عليها مديرية الشؤون الدينية والأوقاف لولاية الشلف تحت وصاية وزارة الشؤون الدينية والأوقاف.
- المسجد العتيق

### الزوايا
- «زاوية سيدي مولود الشعيبي».

يوجد العديد من الزوايا في هذه البلدية التي تساهم في تعليم القرآن وحفظه مثل زاوية حي ساحة الشهداء وزاوية مسجد البلاد وزاوية الشجرة

## أعلام
- نور الدين مرسلي
- الحافظ التنسي